# Baron Cobham
Baron Cobham ist ein erblicher britischer Adelstitel, der siebenmal, teils parallel verliehen wurde, davon fünfmal in der Peerage of England und zweimal in der Peerage of Great Britain.

## Verleihungen
Der Titel wurde erstmals am 8. Januar 1313 in der Peerage of England für Henry de Cobham geschaffen, als dieser durch Writ of Summons ins königliche Parlament berufen wurde. Der Titel wird zur Unterscheidung von späteren parallelen Verleihungen auch Baron Cobham of Kent genannt. Henry de Cobham war, wie schon sein Vater, ein bedeutender Landbesitzer in Kent sowie Constable of Rochester und Lord Warden of the Cinque Ports. Als Barony by writ ist der Titel auch in weiblicher Linie erblich, so dass er beim Tod des 3. Barons 1408, der keine männlichen Erben hatte, an dessen Enkelin als 4. Baroness, und 1434 an deren Tochter als 5. Baroness fiel. Deren Ur-ur-ur-urenkel, dem 11. Baron, wurde 1603 wegen Beteiligung an einer Verschwörung gegen König Jakob I. eingekerkert und im sein Titel durch Bill of Attainder wegen Hochverrats aberkannt. Damit galt der Titel als erloschen, allerdings erwirkte am 8. September 1916 sein Nachfahre und Erbe Gervaise Disney Alexander, dass die Bill of Attainder durch Act of Parliament rückwirkend aufgehoben und der Titel ihm als nunmehr 15. Baron bestätigt wurde. Das zuständige Committee for Privileges and Conduct des House of Lords hatte bestätigt, dass der Titelanspruch beim Tod des 11. Barons de iure auf dessen Sohn als 12. Baron übergegangen sei und bei dessen Tod 1643 mangels männlicher Erben in Abeyance gefallen sei. 1721 sei dann William Boothby der alleinige Erbe (als de iure 13. Baron) gewesen, dem dann de iure Mary Disney als 14. Baronin gefolgt sei. Nach ihrem Tod sei die Baronie erneut in Abeyance gefallen, bis sich 1916 Gervaise Disney Alexander als berechtigter Erbe ergeben habe, der erfolgreich um den Titel petitionierte. Seit dem Tod von dessen Bruder, dem 16. Baron, am 21. Februar 1951 ruht der Titel wieder in Abeyance.
In zweiter Verleihung wurde der Titel am 30. Dezember 1324 in der Peerage of England durch Writ of Summons für Sir Ralph de Cobham geschaffen. Dieser hatte sich als Ritter in der erfolglosen Schlacht von Byland Abbey am 14. Oktober 1322 unter dem Earl of Richmond gegen die Schotten besonders ausgezeichnet und war vermutlich mit dem 1. Baron erster Verleihung verwandt. Beim kinderlosen Tod seines Sohnes John, nach 1378, erlosch der Titel.
In dritter Verleihung wurde der Titel am 3. Dezember 1326 in der Peerage of England durch Writ of Summons für Sir Stephen de Cobham, einen Ritter aus Rundale (auch Runham) in Kent, neu geschaffen. Der Titel wird zur Unterscheidung von den anderen Verleihungen auch Baron Cobham of Rundale oder Baron Cobham of Runham genannt. Beim Tod seines Ur-urenkels, des 5. Barons, vor 1429, fiel der Titel in Abeyance.
In vierter Verleihung wurde der Titel Baron Cobham am 13. November 1347 in der Peerage of England durch Writ of Summons für Sir Reginald de Cobham, neu geschaffen. Sein Familiensitz war Sterborough Castle in Lingfield, Surrey. Der Titel wird zur Unterscheidung von den anderen Verleihungen auch Baron Cobham of Sterborough genannt. Beim Tod seines gleichnamigen Sohnes, des 2. Barons, vor 1429, fiel der Titel in Abeyance.
Am 3. Januar 1645 wurde der Titel in fünfter Verleihung in der Peerage of England durch Letters Patent dem royalistischen Unterhausabgeordneten John Brooke verliehen. Sein Vater war der jüngste Sohn des 9. Barons erster Verleihung. Der Titel erlosch bei seinem kinderlosen Tod 1660.
Am 19. Oktober 1714 wurde der Titel Baron Cobham, of Cobham in the County of Kent, in der Peerage of Great Britain für den neuentsandten britischen Botschafter in Wien, Sir Richard Temple, 4. Baronet, geschaffen. Er war ein erfolgreicher Truppenführer im Spanischen Erbfolgekrieg und langjähriges Mitglied des House of Commons. Am 23. Mai 1718 wurde er in der Peerage of Great Britain auch zum Viscount Cobham sowie erneut zum Baron Cobham, of Cobham in the County of Kent, erhoben. Beide diese Titel wurden im Gegensatz zur Baronie von 1714 mit dem besonderen Zusatz verliehen, dass sie in Ermangelung eigener Nachkommen auch an dessen Schwestern Hester Grenville und Christian Lyttelton und deren männliche Nachkommen vererbbar sei. Bei seinem kinderlosen Tod am 14. September 1749 erlosch entsprechend die Baronie von 1714, die Baronie von 1718 und die Viscountcy fielen an seine ältere Schwester Hester. Heute hat ein Nachkomme der jüngeren Schwester die beiden Titel inne.

## Liste der Barone Cobham

### Barone Cobham (of Kent), erste Verleihung (1313)
- Henry de Cobham, 1. Baron Cobham (1260–1339)
- John de Cobham, 2. Baron Cobham († 1355)
- John de Cobham, 3. Baron Cobham († 1408)
- Joan de la Pole, 4. Baroness Cobham († 1434)
- Joan Brooke, 5. Baroness Cobham († 1442)
- Edward Brooke, 6. Baron Cobham († 1464)
- John Brooke, 7. Baron Cobham († 1512)
- Thomas Brooke, 8. Baron Cobham († 1529)
- George Brooke, 9. Baron Cobham (1497–1558)
- William Brooke, 10. Baron Cobham (1527–1597)
- Henry Brooke, 11. Baron Cobham (1564–1619), (Titel verwirkt 1603)
- William Brooke, de iure 12. Baron Cobham (1598–1643) (Titel abeyant 1643)
- William Boothby, de iure 13. Baron Cobham (1721–1787) (Abeyance beendet 1747)
- Mary Disney, de iure 14. Baroness Cobham (1716–1789) (Titel abeyant 1789)
- Gervaise Alexander, 15. Baron Cobham (1880–1933) (Abeyance beendet und Verwirkung rückwirkend widerrufen 1916)
- Robert Alexander, 16. Baron Cobham (1885–1951) (Titel abeyant 1951)

### Barone Cobham, zweite Verleihung (1324)
- Ralph de Cobham, 1. Baron Cobham († 1326)
- John de Cobham, 2. Baron Cobham (1325–nach 1378)

### Barone Cobham (of Rundale), dritte Verleihung (1326)
- Stephen de Cobham, 1. Baron Cobham († 1332)
- John de Cobham, 2. Baron Cobham (1319–1362)
- Thomas Cobham, 3. Baron Cobham (1343–1394)
- Reynold Cobham, 4. Baron Cobham († 1405)
- Thomas Cobham, 5. Baron Cobham († 1429) (Titel abeyant 1429)

### Barone Cobham (of Sterborough), vierte Verleihung (1347)
- Reginald de Cobham, 1. Baron Cobham (um 1295–1361)
- Reginald de Cobham, 2. Baron Cobham (1348–1403) (Titel abeyant 1403)

### Barone Cobham, fünfte Verleihung (1645)
- John Brooke, 1. Baron Cobham (1575–1660)

### Barone Cobham, sechste Verleihung (1714)
- Richard Temple, 1. Viscount Cobham, 1. Baron Cobham (1675–1749)

### Barone Cobham, siebte Verleihung (1718)
- Richard Temple, 1. Viscount Cobham, 1. Baron Cobham (1675–1749)
- Hester Grenville, 1. Countess Temple, 2. Baroness Cobham (um 1690–1752)
- Richard Grenville-Temple, 2. Earl Temple, 3. Baron Cobham (1711–1779)
- George Nugent-Temple-Grenville, 1. Marquess of Buckingham, 4. Baron Cobham (1753–1813)
- Richard Temple-Nugent-Brydges-Chandos-Grenville, 1. Duke of Buckingham and Chandos, 5. Baron Cobham (1776–1839)
- Richard Temple-Nugent-Brydges-Chandos-Grenville, 2. Duke of Buckingham and Chandos, 6. Baron Cobham (1797–1861)
- Richard Temple-Nugent-Brydges-Chandos-Grenville, 3. Duke of Buckingham and Chandos, 7. Baron Cobham (1823–1889)
- Charles Lyttelton, 8. Viscount Cobham, 8. Baron Cobham (1842–1922)
- John Lyttelton, 9. Viscount Cobham, 9. Baron Cobham (1881–1949)
- Charles Lyttelton, 10. Viscount Cobham, 10. Baron Cobham (1909–1977)
- John Lyttelton, 11. Viscount Cobham, 11. Baron Cobham (1943–2006)
- Christopher Lyttelton, 12. Viscount Cobham, 12. Baron Cobham (* 1947)

Titelerbe (Heir apparent) ist der Sohn des aktuellen Titelinhabers, Hon. Oliver Lyttelton (* 1976).